# Miglionico
Miglionico is een gemeente in de Italiaanse provincie Matera (regio Basilicata) en telt 2592 inwoners (31-12-2004). De oppervlakte bedraagt 88,9 km², de bevolkingsdichtheid is 30 inwoners per km².

## Demografie
Miglionico telt ongeveer 1006 huishoudens. Het aantal inwoners daalde in de periode 1991-2001 met 3,2% volgens cijfers uit de tienjaarlijkse volkstellingen van ISTAT.
| Jaar | Inwoneraantal |
| ---- | ------------- |
| 1991 | 2718          |
| 2001 | 2630          |

## Geografie
Miglionico grenst aan de volgende gemeenten: Ferrandina, Grottole, Matera, Montescaglioso, Pomarico.